# Guy-Claude Burger
Pour les articles homonymes, voir Burger.
Compléments
Condamné pour escroquerie, exercice illégal de la médecine et abus sexuel sur mineur
Guy-Claude Burger (prononcé : /ɡi.klod byʁ.ʒɛʁ), né le 4 septembre 1934 à Lausanne, est connu pour avoir créé une pratique alimentaire controversée appelée instinctothérapie qu'il a exposée dans trois ouvrages publiés entre 1985 et 1990. Il a aussi exposé une théorie de la « métapsychanalyse », décrite par la presse comme faisant l'apologie de la pédophilie.
Il a eu plusieurs démêlés avec les justices suisse et française : il est cité dans le rapport de l'Assemblée nationale française Les Sectes et l'argent, qui indique que Burger a été condamné en 1997 pour escroquerie et exercice illégal de la médecine. Burger a été également condamné en décembre 2001 à 15 ans de réclusion criminelle pour « viol sur mineur de quinze ans »,,,. Il est depuis classé par la presse comme un « gourou pédophile »,,,,,.
Pour le docteur Jean-Louis Abgrall, spécialiste des sectes, Burger est « un grand pervers structurel » et « un très grand manipulateur ». L'expert déclare : « Pour M. Burger, la suppression du tabou de l'inceste et de la pédophilie aboutirait à une société sans criminalité. Autrement dit, c'est la société qui produit le crime. C'est d'une immoralité totale qui induit qu'une société parfaite accepterait la pédophilie et l'inceste ».

## Biographie
Il a été violoncelliste pour le conservatoire de Lausanne et se dit licencié en physique et mathématique de l'université de Lausanne.
En 1958, à Vevey, il est condamné à un an avec sursis pour attentats à la pudeur. En 1960, à l'âge de 26 ans, atteint d'un cancer du pharynx (sarcome lymphomateux) et traité par chirurgie et radiothérapie, il commence à développer sa théorie de l'instinctothérapie. En 1964, il fonde une société se présentant comme un centre d'écologie alimentaire à Éclépens puis en 1978, il est condamné à quatre ans de prison en Suisse pour avoir abusé de son fils et d'une fille de 9 ans par le tribunal de Cossonay pour attentat à la pudeur et « débauche contrenature » sur des enfants. En 1981, après sa libération, son départ pour le Mexique est décrit comme une fuite ou un exil.
En 1984, il fonde le Centre d’instinctothérapie au château de Montramé, à Soisy-Bouy, au sud-est de Paris. En 1985, il écrit le livre La guerre du cru, instinctothérapie. Il est arrêté, en 1987, pour exercice illégal de la médecine et il lui est interdit de revenir à Montramé et de pratiquer l'instinctothérapie en France. Après sa libération, il s'installe à Provins, non loin de Montramé. En avril 1989, il passe dans l'émission Ciel, mon mardi ! de Christophe Dechavanne.
En 1990, il publie Instinctothérapie, manger vrai aux Éditions du Rocher. En 1995, la Fédération internationale pour le développement de l'alimentation instinctive (FIDALI), organisation de Guy-Claude Burger, est dénoncée comme une secte par le rapport de la commission d'enquête parlementaire française sur les sectes de 1995. En 1997, il est à nouveau condamné pour exercice illégal de la médecine, confirmé en appel.
Il est condamné en décembre 2001 à quinze ans de réclusion criminelle pour « viol sur mineur de quinze ans »,,, peine confirmée en appel en 2003, puis en cassation en mai 2004.

## Théories

### Instinctothérapie
L'instinctothérapie est une pratique alimentaire crudivore basée sur l'hypothèse de Burger d'une adaptation génétique incomplète aux modifications subies par l'alimentation humaine depuis la préhistoire. Dans la pratique, les repas sont constitués d'aliments « originels », c'est-à-dire crus et non assaisonnés ni mélangés, choisis et dosés suivant les variations des perceptions de l'odorat, du goût et de la réplétion, le lait animal et certaines céréales sont exclus.
Burger prétend soigner de nombreuses maladies grâce à sa méthode, notamment le cancer et le sida, il n'existe pas d'études cliniques sur l'instinctothérapie, la théorie de Burger est basée sur ses expériences personnelles invérifiables. En 1997, il a été condamné pour exercice illégal de la médecine.

### Métapsychanalyse
Pour Burger, le but de la sexualité humaine ne se résume pas à la reproduction et au plaisir, il postule qu'une sexualité en accord avec l'instinct, sans respecter les schémas dictés par la société (notamment sur les relations adulte-enfant), permettrait de résoudre de nombreux maux de la société et de développer des facultés extra-sensorielles comme la voyance et la télépathie, théorie qu'il nomme « métapsychanalyse ». La « métapsychanalyse » a été décrite par la presse comme « une apologie de la pédophilie emballée dans un charabia pseudoscientifique ».
Déjà condamné en 1978 en Suisse pour « attentat à la pudeur et pratiques contre nature sur des enfants », dont son propre fils, Burger a été de nouveau condamné en 2001 à 15 ans de prison pour « viol sur mineur de 15 ans par personne ayant autorité, corruption de mineurs et menaces de mort réitérées », ce qu'il a toujours nié. De même, son fils fut poursuivi pour des agressions sexuelles et abus sur mineurs. Lors de son procès, Burger a expliqué ses recherches sur l'instinct sexuel des enfants : « Il était difficile de parler de leur sexualité sans en faire l’expérience. Les enfants ont des pulsions, et je pense qu’il faut laisser venir les enfants vers l’adulte quand ils le demandent. Je voulais vérifier si les pulsions étaient programmées génétiquement et quel était le but de l’instinct sexuel. »

## Publications
- La Guerre du cru, édition Roger Faloci, 1985, préface de Jean Devernoix de Bonnefon ; réédité chez Orkos édition en 1988, préface de Jean Seignalet,  (ISBN 978-2-90672-200-2).
- Instinctothérapie, Manger vrai, éditions du Rocher, 1990,  (ISBN 978-2-26800-931-5).
- les enfants du crime ou la fonction délinquance, Orkos édition, 1990,  (ISBN 978-2-90672-202-6 et 2-906-722-02-2).